# 時間囊 (澳門)

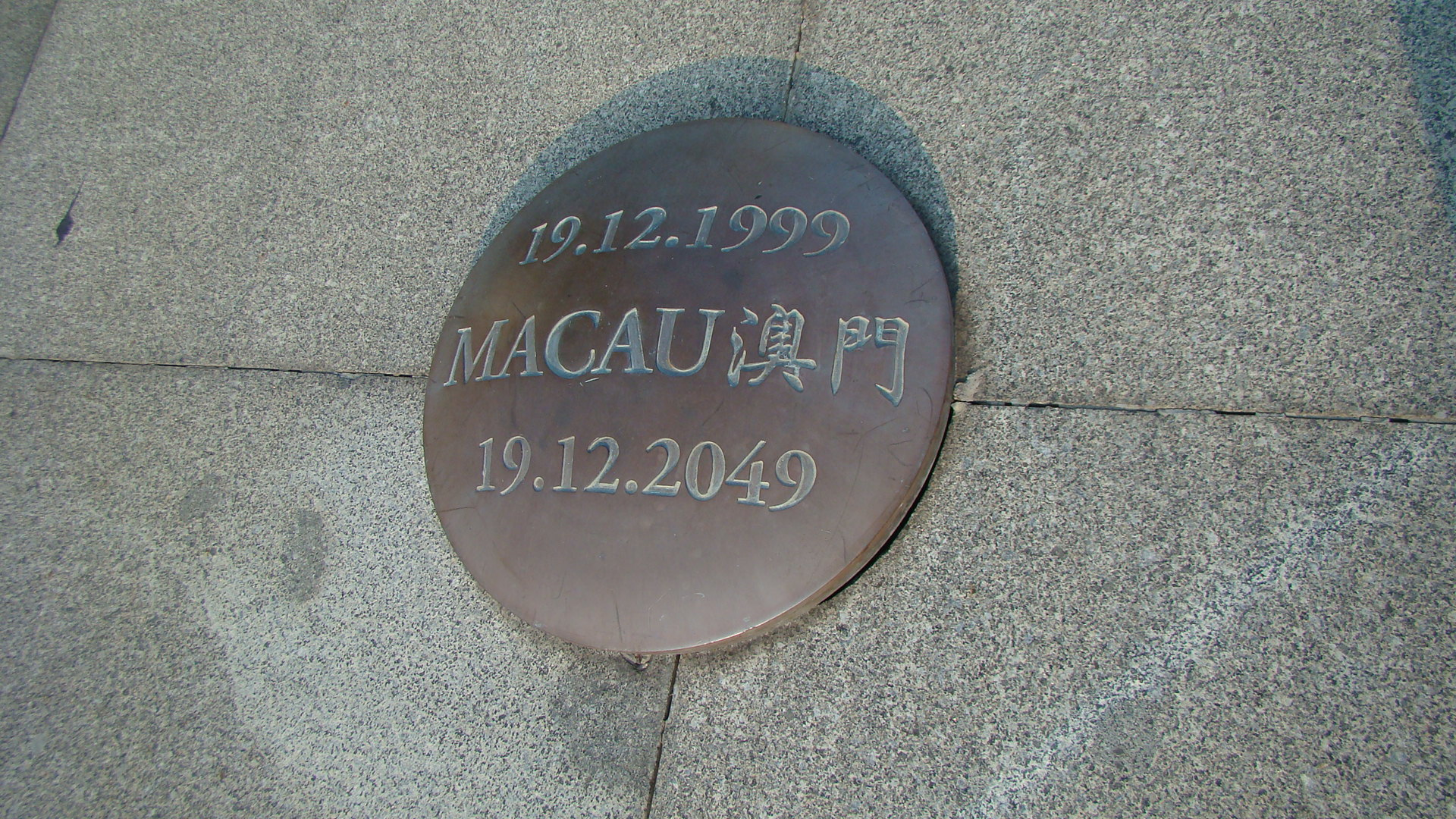
時間囊

時間囊（葡萄牙語：Cápsula do Tempo）是葡萄牙見證澳門回歸中國50年不變的一個時間囊；於1999年12月18日被封蓋，將於2049年開啟。時間囊位於澳門新口岸新填海區文化中心廣場，即前澳門政權交接儀式場館前地。

## 設計
時間囊由葡萄牙人慕尼祿（Donato Moreno）所設計。時間囊是一個直徑約60厘米、高約90厘米的圓桶型的金屬容器；封蓋蓋上刻有葡萄牙管治澳門最後一日的日期「19.12.1999」、「MACAU 澳門」以及時間囊開啟日期「19.12.2049」。

## 歷史
1999年12月18日中午，葡萄牙共和國總統沈拜奧連同澳門總督韋奇立於澳門政權交接儀式場館前地主持了時間囊的封蓋儀式；約在下午1時，沈拜奧和韋奇立逐一把有關文件放入時間囊裡，然後用鐵鏈緩緩放入澳門政權交接儀式場館前地約兩、三米深的井裡，沈拜奧和韋奇立隨即把埋了時間囊的井封蓋。。沈拜奧在封蓋後為儀式揭幕。
時間囊將會被封蓋50年，並將於2049年12月19日開啟；封蓋達50年的意義就是葡萄牙政府見證中國政府於澳門回歸後在澳門落實一國兩制、澳人治澳、高度自治、50年不變的方針。

## 藏物
時間囊內藏有自簽署《中葡聯合聲明》至澳門回歸前的文件；包括《中葡聯合聲明》、《澳門特別行政區基本法》、過渡期的歷史文件以及就有關澳門政權交接儀式等資料、剪報及官方新聞稿等。

## 外部連結
- 南灣湖廣場和文化中心廣場
- 澳门，五十年是否长久？